# Sporolactobacillaceae
Sporolactobacillaceae je čeleď grampozitivních baktérií. Zahrnuje rody Caenibacillus, Camellibacillus, Pullulanibacillus, Scopulibacillus, Sinobaca, Sporolactobacillus, Tuberibacillus. Všechny baktérie z této čeledi mají schopnost tvořit endospory.